# Guyana en los Juegos Olímpicos de Seúl 1988
Guyana estuvo representada en los Juegos Olímpicos de Seúl 1988 por ocho deportistas, siete hombres y una mujer, que compitieron en tres deportes.
El portador de la bandera en la ceremonia de apertura fue el boxeador Alfred Thomas. El equipo olímpico guyanés no obtuvo ninguna medalla en estos Juegos.